# 装甲師団 (ドイツ国防軍)
装甲師団（そうこうしだん、ドイツ語: Panzer division）は、第二次世界大戦時のナチス・ドイツのドイツ国防軍陸軍における師団構成の一つである。装甲師団は、第二次世界大戦初期の電撃戦(Blitzkrieg)における重要な要素であった。のちに武装親衛隊は独自の装甲師団を編成し、ドイツ空軍は精鋭部隊である第1降下装甲師団ヘルマン・ゲーリングを編成した。
装甲師団は戦車部隊を主力とし、機械化歩兵、自動車化歩兵、砲兵、対空砲兵、その他の統合支援部隊を擁する諸兵科連合された師団であった。しかし、生産不足や戦況の悪化により、その構成比率は時代によって変化した。
なお、第二次世界大戦のドイツ軍において、他国の機械化歩兵師団に相当するのは装甲擲弾兵師団(Panzergrenadier)である。装甲擲弾兵師団は装甲師団とよく似ているが、装甲師団よりも戦車が少なく、歩兵や突撃砲の比率が高いという違いがある。

## 大戦前
ハインツ・グデーリアンは当初、連隊よりも大規模な機甲部隊の編成を提案したが、ドイツ国国防省(Reichswehrministerium)の交通兵監長であったオットー・フォン・シュトゥルプナーゲルによりこの案は却下された。ただし、グデーリアンが師と仰ぐオズヴァルト・ルッツがシュトゥルプナーゲルの後任として着任すると、グデーリアンの案はドイツ国防軍内で支持を集め、1933年以降はアドルフ・ヒトラーにも支持されるようになった。1935年10月15日には、最初に3つの装甲師団が編成された 。第1装甲師団はヴァイマルにて編成され師団長はマクシミリアン・フォン・ヴァイクス中将、第2装甲師団はヴュルツブルクにて編成され師団長はハインツ・グデーリアン大佐、第3装甲師団はベルリンにて編成され師団長はエルンスト・フェスマン中将であった。
当時、多くの軍隊では戦車を"戦車旅団"として編成し、他の歩兵や砲兵の支援を必要としていた。一方で装甲師団では歩兵や砲兵のほか、様々な支援部隊を師団内に保有していたため、他の部隊から独立して作戦行動をとることができた。また、師団規模で戦車部隊が諸兵科連合の中心として据えられたのは、これが初めてのことであった。

## 第二次世界大戦

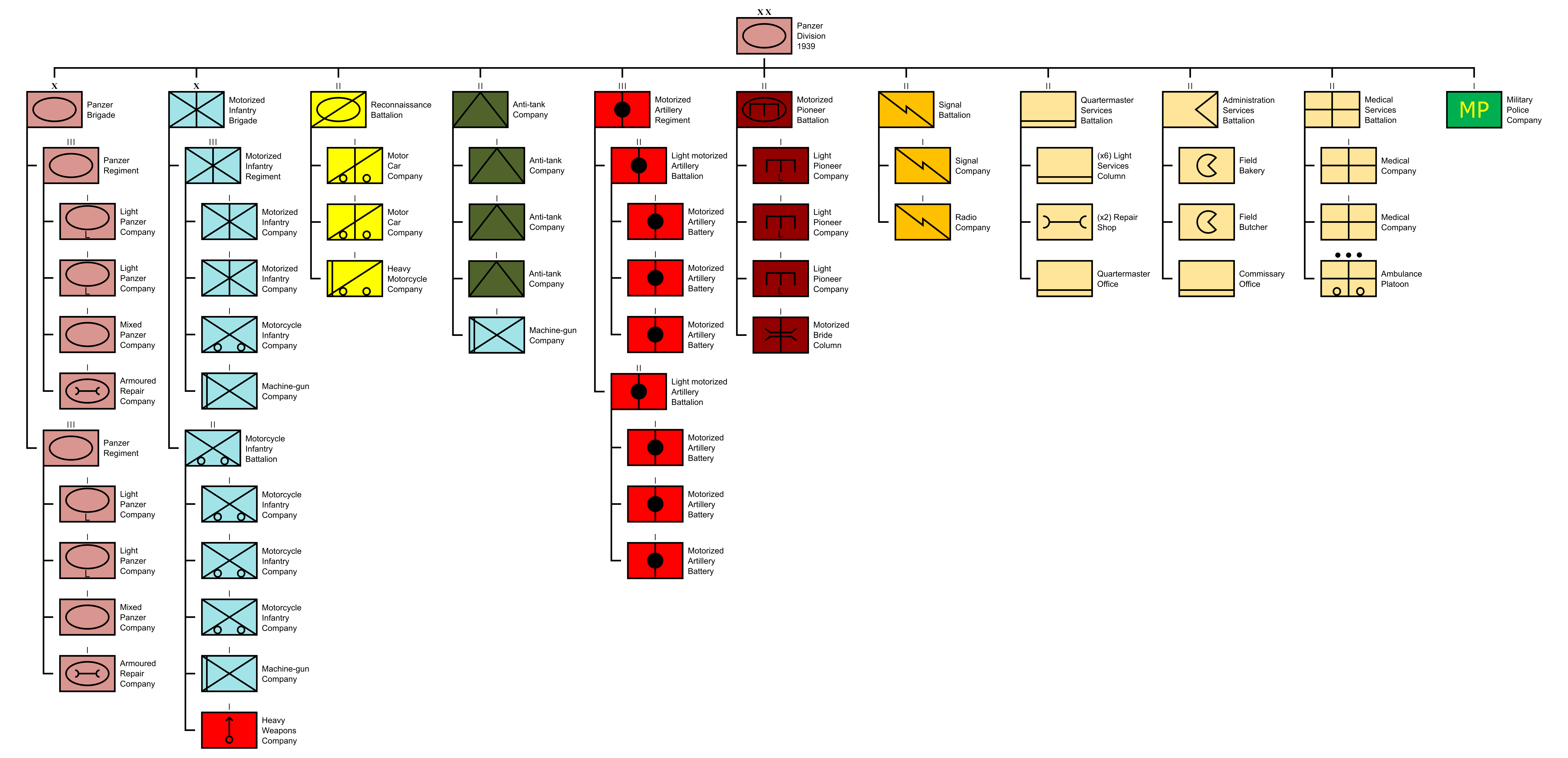
ドイツ軍の1939年型装甲師団

第1装甲師団から第5装甲師団までの開戦時の装甲師団は、2個戦車連隊と2個大隊からなる歩兵連隊、およびその支援部隊で構成されていた。1939年のポーランド侵攻の後、これらの旧師団は再編成された(具体的には歩兵連隊に第3大隊、もしくは第2連隊を追加する)。また、この頃に新しく編成された第6装甲師団から第10装甲師団は、それぞれ平均して1個戦車連隊、1個独立戦車大隊、1～2個歩兵連隊(1師団につき3～4大隊)を擁していた。

ドイツ軍の1941年型装甲師団

1941年にバルバロッサ作戦が開始されるまでに、21個あった装甲師団はさらに再編成され、1個戦車連隊(2～3個大隊)と2個自動車化歩兵連隊(2個大隊)で構成されるようになった。1941～1942年の冬までに、これらの師団は自動車化砲兵連隊(1個重戦車大隊と2個軽戦車大隊)と、偵察兵、オートバイ兵、対戦車兵、工兵、野戦補充兵、そして通信兵の各大隊で構成されていた。1941年型の装甲師団における戦車の数は、これ以前の構成と比べると少ない。また、構成されるすべての部隊は、戦車の速度に合わせるために完全に自動車化(トラックやハーフトラックなど)された。
1941～1942年の冬、装甲師団はさらに再編成を行い、戦車連隊は軍集団によって1～3個大隊で構成された(南方軍集団では3個大隊、中央軍集団では1個大隊、その他の隷下では通常2個大隊)。また、1942年では偵察大隊はオートバイ大隊に統合された。
1943年夏までには、ドイツ空軍と武装親衛隊もそれぞれ独自の装甲師団を保有していた。また、戦車連隊の新しい構成が試みられており、各連隊は2個大隊で構成され、1個大隊はIV号戦車、もう1個大隊はV号戦車パンターであった。ただし、実際には師団によって構成は異なっていた。各装甲師団の第1歩兵連隊隷下の第1歩兵大隊は完全に機械化(主にSd Kfz 251 装甲ハーフトラック)されることとなっていた。砲兵連隊の第1大隊は、それ以前の牽引式軽榴弾砲に代わり、軽・重自走砲(10.5cm leFH 18/2を装備したヴェスペ自走砲と、15 cm sFH 18/1 L/30を装備したフンメル自走砲)が混在するようになっていた。対戦車大隊には突撃砲や駆逐戦車(Panzerjaeger/Jadgpanzer)、牽引式対戦車砲が含まれるようになっていた。一般的に、再編成に伴い機械化の比率が増加した。
ドイツ国防軍陸軍と武装親衛隊は、それぞれ独自の戦闘序列を使用していたため、師団番号が重複していた(例えば、第9装甲師団と第9SS装甲師団が同時期に存在していた)。また、装甲師団はローズピンク(桃色、Rosa)を使用していた(ドイツ軍の部隊色)。

### ドイツ国防軍陸軍

#### 番号のみ
- 第1装甲師団
- 第2装甲師団
- 第3装甲師団
- 第4装甲師団
- 第5装甲師団
- 第6装甲師団 (前身は第1軽師団)
- 第7装甲師団 (前身は第2軽師団（英語版）)
- 第8装甲師団（英語版） (前身は第3軽師団（英語版）)
- 第9装甲師団（英語版） (前身は第4軽師団（ドイツ語版）)
- 第10装甲師団（英語版）
- 第11装甲師団（英語版）
- 第12装甲師団（英語版）
- 第13装甲師団（英語版） (前身は第13自動車化歩兵師団、後身はフェルトヘルンハレ装甲師団2（英語版）)
- 第14装甲師団（英語版） (前身は第4歩兵師団（英語版）)
- 第15装甲師団（英語版） (前身は第33歩兵師団（英語版）、後身は第15装甲擲弾兵師団（英語版）)
- 第16装甲師団（英語版） (前身は第16歩兵師団（英語版）)
- 第17装甲師団（英語版） (前身は第27歩兵師団（ドイツ語版）)
- 第18装甲師団（英語版） (後身は第18砲兵師団（英語版）)
- 第19装甲師団（英語版） (前身は第19歩兵師団（英語版）)
- 第20装甲師団（英語版）
- 第21装甲師団（英語版） (前身は第5軽師団（ドイツ語版）)
- 第22装甲師団（英語版）
- 第23装甲師団（英語版）
- 第24装甲師団 (前身は第1騎兵師団)
- 第25装甲師団（英語版） (前身はノルウェー装甲師団[8])
- 第26装甲師団（英語版） (前身は第23歩兵師団（英語版）)
- 第27装甲師団（英語版）
- 第45装甲師団（ドイツ語版）
- 第116装甲師団 (前身は第16自動化歩兵師団（英語版）、後身は第16装甲擲弾兵師団)
- 第155装甲師団（ドイツ語版）
- 第178装甲師団（ドイツ語版）
- 第179装甲師団（ドイツ語版）
- 第232装甲師団（ドイツ語版）
- 第155予備役装甲師団（英語版） (前身は第155装甲師団)
- 第179予備役装甲師団（英語版） (前身は第179装甲師団)
- 第232予備役装甲師団 (前身はタトラ装甲訓練師団)
- 第233予備役装甲師団（英語版） (前身は第233装甲擲弾兵師団（ドイツ語版）、後身はクラウゼヴィッツ装甲師団（英語版）)
- 第273予備役装甲師団（英語版）

#### 名前あり
- クラウゼヴィッツ装甲師団（英語版） (前身は第233予備役装甲師団)
  - デーベリッツ（Döberitz）、 シュレージエン(Schlesien)、 ホルシュタイン(Holstein)はクラウゼヴィッツとほぼ同義とされる
- ホルシュタイン装甲師団 (前身は第233予備役装甲師団と応急警戒部隊(Alarmeinheiten))
- フェルトヘルンハレ装甲師団 (前身はフェルトヘルンハレ装甲擲弾兵師団)
- フェルトヘルンハレ装甲師団2（英語版） (前身は第13装甲師団)
- 第1降下装甲師団ヘルマン・ゲーリング
- ユーターボーク装甲師団
- ケンプフ装甲師団（英語版） (一部は武装親衛隊)
- クールマルク装甲師団（英語版）
- 装甲教導師団 (第130装甲教導師団とも呼ばれる)
- ミュンヘベルク装甲師団
- タトラ装甲師団（英語版） (後身はタトラ装甲訓練師団や第232予備役装甲師団)

## 戦車数
装甲師団が保有する戦車数は、戦況に応じて変化した。各師団の実際の装備は戦闘による消耗や新部隊の編制、増援、鹵獲装備などにより判断が難しい。以下の表は、各師団の戦車数が判明していた2つの日のデータである。
| 装甲師団 | 戦車数 1939年9月1日 (ポーランド侵攻) | 戦車数 1941年6月22日 (バルバロッサ作戦) |
| --- | ------------------------------------ | --------------------------------------- |
| 第1装甲師団 | 309                                  | 145                                     |
| 第2装甲師団 | 322                                  | N/Aa                                    |
| 第3装甲師団 | 391                                  | 215                                     |
| 第4装甲師団 | 341                                  | 166                                     |
| 第5装甲師団 | 335                                  | N/Ab                                    |
| 第10装甲師団 | 150                                  | 182                                     |
| カンプフ装甲師団 | 164                                  | N/Ae                                    |
| 第1軽師団 / 第6装甲師団 | 226                                  | 245d                                    |
| 第2軽師団 / 第7装甲師団 | 85                                   | 265d                                    |
| 第3軽師団 / 第8装甲師団 | 80                                   | 212d                                    |
| 第4軽師団 / 第9装甲師団 | 62                                   | 143d                                    |
| 第25装甲連隊 | 225                                  | N/Ae                                    |
| 第10装甲師団 | N/Ac                                 | 143                                     |
| 第12装甲師団 | N/Ac                                 | 293                                     |
| 第13装甲師団 | N/Ac                                 | 149                                     |
| 第14装甲師団 | N/Ac                                 | 147                                     |
| 第16装甲師団 | N/Ac                                 | 146                                     |
| 第17装甲師団 | N/Ac                                 | 202                                     |
| 第18装甲師団 | N/Ac                                 | 218                                     |
| 第19装甲師団 | N/Ac                                 | 228                                     |
| 第20装甲師団 | N/Ac                                 | 229                                     |
| a 輸送中に輸送船が撃沈されたためにバルバロッサ作戦には実際に参加していない(1941) 。 b バルバロッサ作戦の後に東部戦線に到着した。 c ポーランド侵攻後に編成された。 d ポーランド侵攻後に改名された。 e ポーランド侵攻後に他の師団に統合された。 |                                      |                                         |